# John Lee Smith
John Lee Smith, född 16 maj 1894 i Chico, Texas, död 26 september 1963 i Lubbock, Texas, var en amerikansk demokratisk politiker. Han var viceguvernör i Texas 1943–1947.
Smith deltog i första världskriget i USA:s armé och studerade juridik i Chautauqua i delstaten New York. Mellan 1920 och 1926 tjänstgjorde han som domare i Throckmorton County.
Smith blev 1940 invald i Texas senat. Viceguvernörsämbetet var vakant mellan 1941 och 1943 efter att Coke R. Stevenson hade efterträtt W. Lee O'Daniel som guvernör. Smith valdes 1942 till viceguvernör och han tillträdde ämbetet 19 januari 1943. Smith tjänstgjorde som viceguvernör i fyra år under guvernör Stevenson.